# Palej
Palej o Palaj fou un estat tributari protegit de l'agència de Mahi Kantha a la presidència de Bombai. Estava format per 3 pobles, amb 1.033 habitants el 1901. Els seus ingressos s'estimaven en 4.906 rupies el 1900, pagant un tribut de 399 rúpies al Gaikwar de Baroda.